# Tom Wopat
Tom Wopat est un acteur et chanteur américain né le 9 septembre 1951 à Lodi, Wisconsin. Il est célèbre pour avoir joué Luke Duke dans la série télévisée Shérif, fais-moi peur, avec John Schneider. Il a également joué Jeff Robbins, l'un des ex-maris de Cybill Shepherd, dans la série télévisée Cybill.

## Filmographie

### Télévision
- 1979-1985 : Shérif, fais-moi peur (The Dukes of Hazzard) (série télévisée) - Saisons 1 à 4 et 6 à 7 : Luke Duke
- 1980 : L'Île fantastique (Fantasy Island) - Saison 4, épisode 2 : David Chilton
- 1983 : The Dukes (série TV d'animation) - 7 épisodes : Luke Duke (voix)
- 1984 : Burning Rage (téléfilm) de Gilbert Cates : Tom Silver
- 1987 : Christmas Comes to Willow Creek (téléfilm) de Richard Lang : Pete
- 1989 : A Peaceable Kingdom (série télévisée) - Saison 1, épisodes 1 à 10 : Dr. Jed McFadden
- 1992 : Le temps d'une idylle (Just My Imagination) (téléfilm) de Jonathan Sanger : Bobby Rex
- 1995-1998 : Cybill - 23 épisodes : Jeff Robbins
- 1996 : Arabesque (Meurtre au Kendo) - Saison 12, épisode 10 : Bill Dawson
- 1997 : Contamination (Contagious) (téléfilm) de Joe Napolitano : Sam
- 1997 : Crisis Center - Saison 1, épisode 4 : Chuck Goodman
- 1997 : Shérif Réunion (The Dukes of Hazzard: Reunion!) (téléfilm) de Lewis Teague : Luke Duke
- 1997-1998 : Papa bricole (Home Improvement) - Saison 7, épisodes 7 et 17 : Ian
- 1998 : Météorites (Meteorites!) (téléfilm) de Chris Thompson : Tom Johnson
- 2000 : Les Duke à Hollywood (The Dukes of Hazzard: Hazzard in Hollywood) (téléfilm) de Bradford May : Luke Duke
- 2001 : Tribunal central (100 Centre Street) - Saison 2, épisode 7 : Hanley Rand
- 2001-2002 : La Force du destin (All my children) - Épisodes inconnus : Hank Pelham
- 2005 : Smallville - Saison 5, épisode 6 : Sénateur Jack Jennings
- 2006 : Standoff : Les Négociateurs (Standoff) - Saison 1, épisode 1 : Rick Keeslar
- 2006 : Bonneville (téléfilm) de Christopher N. Rowley : Arlo Brimm
- 2008 : La Menace des fourmis tueuses (téléfilm) de Peter Manus : Bill
- 2008 : The Understudy (téléfilm) de David Conolly et Hannah Davis : Inspecteur Jones
- 2009 : L'Honneur d'un Marine (Taking Chance) (téléfilm) de Ross Katz : John Phelps
- 2010 : Phinéas et Ferb (Phineas and Ferb) - Saison 2, épisode 25 : frère Wilkins no 2 (voix)
- 2010 : Médium (Medium') - Saison 7, épisode 4 : Shérif Gillery
- 2011 : A Gifted Man - Saison 1, épisode 8 : Lee Hall
- 2012 : Blue Bloods - Saison 2, épisode 16 : Craig Iverson
- 2012 : Longmire - Saison 1 épisode 8 :
- 2013 : Chante, danse, aime (Lovestruck The Musical) (téléfilm) : Ryan

### Cinéma
- 2010 : Jonah Hex de Jimmy Hayward : Colonel Slocum
- 2010 : Main Street de John Doyle (en) : Frank
- 2012 : Mariachi Gringo de Tom Gustafson : Ron
- 2012 : Django Unchained de Quentin Tarantino : Marshall Gill Tatum
- 2016 : Tu m'as tellement manqué de Kerstin Karlhuber : Richard

### Jeux vidéo
- 1999 : The Dukes of Hazzard: Racing for Home : Luke Duke (voix)
- 2004 : The Dukes of Hazzard: Return of the General Lee : Luke Duke (voix)